# Don Meineke
Donald E. Meineke (* 30. Oktober 1930 in Dayton, Ohio; † 3. September 2013) war ein US-amerikanischer Basketballspieler. Er spielte auf der Position des Power  Forwards und des Centers.

## College
Meineke besuchte die University of Dayton und spielte dort drei Jahre von 1949 bis 1952 für das Basketballteam, die Flyers. In diesen drei Jahren erreichte er in seinem letzten unter Coach Tom Blackburn die Sweet Sixteen des NCAA-Tournaments. Er war in allen drei Jahren Topscorer des Teams und wurde zwei Mal in ein All-American Team berufen. Insgesamt hat er 1866 Punkte für die Dayton Flyers erzielt und wurde ins All-Century Team sowie in die Hall of Fame seiner Universität aufgenommen.

## NBA
Beim NBA-Draft 1952 wurde er an 12. Stelle von den Pistons gedraftet und wurde der erste Spieler in der NBA-Geschichte, der den NBA Rookie of the Year Award erhielt. In dieser Saison führte er aber die Liga auch in Disqualifikationen an und stellte mit 26 Disqualifikationen in einer Saison einen bis heute gültigen Rekord auf. Meineke spielte 1954–1955 seine letzte Saison mit den Pistons und konnte mit ihnen die NBA Finals erreichen, aber verlor dort gegen die Syracuse Nationals. Danach spielte er noch für die Rochester Royals, setzte dann eine Saison aus, ehe er sich entschied, noch einmal für die nach Cincinnati umgezogenen Royals zu spielen. Nach dieser Saison beendete er seine Karriere.